# One Night Only (canção)
"One Night Only" é uma música de 1981, do musical da Broadway chamado Dreamgirls. Em 2006, essa canção fez parte da trilha sonora do filme Dreamgirls, sendo cantada por Beyoncé, Jennifer Hudson, Anika Noni Rose e Sharon Leal.

## Faixas e formatos
Estados Unidos promo 12" vinil
1. One Night Only (Eric Kupper & Richie Jones Club Mix Edit) - 4:06
2. One Night Only (Eric Kupper & Richie Jones Club Mix) - 8:27
3. One Night Only (Eric Kupper & Richie Jones Club Mix Instrumental) - 8:27
4. One Night Only (Film Version) - 3:23
5. One Night Only (Film Version Instrumental) - 3:24

## Desepenho
| Tabelas musicais (2009)        | Melho posição |
| ------------------------------ | ------------- |
| Reino Unido - UK Singles Chart | 67            |